# Minous
Minous is een geslacht van straalvinnige vissen uit de familie van steenvissen (Synanceiidae). Het geslacht is voor het eerst wetenschappelijk beschreven in 1829 door Cuvier & Valenciennes.

## Soorten
- Minous andriashevi Mandrytsa, 1990
- Minous coccineus Alcock, 1890
- Minous dempsterae Eschmeyer, Hallacher & Rama-Rao, 1979
- Minous groeneveldi Matsunuma & Motomura, 2018[2]
- Minous inermis Alcock, 1889
- Minous longimanus Regan, 1908
- Minous monodactylus (Bloch & Schneider, 1801)
- Minous pictus Günther, 1880
- Minous pusillus Temminck & Schlegel, 1843
- Minous quincarinatus (Fowler, 1943)
- Minous trachycephalus (Bleeker, 1854)
- Minous usachevi Mandrytsa, 1993
- Minous versicolor Ogilby, 1910